# World Series Wrestling
La World Series Wrestling è una federazione di wrestling australiana, attiva dal 2005 al 2007 e poi dal 2017 ad oggi. La federazione, nel suo primo periodo di vita, ha avuto protagonisti di rilievo, come Bryan Danielson, Jeff Jarrett, Billy Kidman e Rhino.
Nel 2017, 10 anni dopo la chiusura, la WSW ha fatto ritorno a Melbourne, Adelaide, Brisbane e Sydney con l'International Assault Tour 2K17, che ha visto il debutto di Ricochet, Austin Aries, Zack Sabre Jr. e Brian Cage. Nel marzo 2018 un nuovo tour ha portato alla creazione dei titoli di coppia vinti dagli Young Bucks.

## Titoli
| Titolo                             | Campione        | Data          | Luogo    | Show             |
| ---------------------------------- | --------------- | ------------- | -------- | ---------------- |
| WSW World Heavyweight Championship | Matt Cardona    | 31 marzo 2025 | Penrith  | Legacy - Night 4 |
| WSW World Tag Team Championship    | The Parea       | 30 marzo 2025 | Wayville | Legacy - Night 3 |
| WSW Australian Championship        | Matt Riddle     | 29 marzo 2025 | Brisbane | Legacy - Night 2 |
| WSW Women's Championship           | Ash By Elegance | 30 marzo 2025 | Wayville | Legacy - Night 3 |